# Космонавтика Индии
Космонавтика Индии — космические исследования и космическая индустрия Индии.
На государственном уровне этим занимается Индийская организация космических исследований (ИОКИ, ISRO, входит в Департамент космических исследований (Department of Space)).
Индия имеет развитую космическую программу и в совокупности по потенциалу является в настоящее время шестой космической державой (после России, США, Китая, Европы и, дискуссионно, Японии). Индия — одна из очень немногих космических держав, которая самостоятельно проводит запуски спутников связи на геостационарную орбиту, возвращаемых космических аппаратов и автоматических межпланетных станций (АМС) к Луне и Марсу и оказывает международные пусковые услуги. Индия имеет собственную пилотируемую космическую программу и ожидается, что с 2027 года она начнёт собственными силами пилотируемые космические полёты космонавтов-гаганавтов на космическом корабле «Гаганьян» и станет четвёртой космической сверхдержавой.

## История
Индийский национальный комитет по космическим исследованиям (INCOSPAR) был образован в 1962 году, когда премьер-министром был Джавахарлал Неру.
С запуском собственного спутника с помощью собственной ракеты-носителя SLV Индия в 1980 году хронологически стала восьмой космической державой. Продолжением этих тестовых запусков стала ракета  ASLV.
К 2022 году ISRO располагает линейкой ракет-носителей PSLV, GSLV и GSLV III, которую готовится пополнить лёгкая РН SSLV.
В 1984 году первый индийский космонавт Ракеш Шарма осуществил полёт на советском космическом корабле.
2003 год — запуск первого спутника связи (GSAT-2) на геостационарную орбиту.
22 октября 2008 года состоялся запуск «Чандраян-1», искусственного спутника Луны, состоящий из орбитального модуля и ударного зонда; запуск ударного зонда (moon impact probe) был осуществлён с окололунной орбиты 14 ноября 2008.
5 ноября 2013 года Индия запустила на орбиту Марса аппарат «Мангальян», который вышел на орбиту 24 сентября 2014 и успешно проработал более полугода (ранее свои аппараты успешно отправляли на Марс только СССР, США и Европа).
Индия планировала запустить своего «Космонавта» в 2014—2015 годах и гораздо дальше Ирана продвинулась по пути осуществления этого проекта, обеспечив возвращение на Землю из космоса опытного космического аппарата (SRE, Space Capsule Recovery Experiment — 2007 год).
2008 — запуск космического зонда, искусственного спутника Луны «Чандраян-1» («Лунный корабль»). АМС массой 1304 кг, в составе орбитального модуля и ударного зонда Moon Impact Probe, вышел на орбиту Луны; 14 ноября состоялся запуск ударного зонда, который достиг поверхности Луны, совершив жёсткую посадку. Выбросы лунной породы на месте падения модуля будут проанализированы орбитальным аппаратом. 
2010 — заявление о национальной лунной программе, под названием «Чандраян-2», с первым индийским луноходом «Прагьям»; изначально была запланирована на 23 апреля 2018 года , но лишь 22 июля 2019 АМС стартовала к Луне; миссия, после успешного выхода на орбиту, закончилась неудачей попытки мягкой посадки.
В феврале 2023 ISRO произвела запуск новой ракеты-носителя SSLV (Small Satellite Launch Vehicle) с тремя спутниками.
В мае ISRO сообщила о запуске ракеты-носителя GSLV с первым из индийских навигационных спутников второго поколения. 

14 июля состоялся запуск лунной АМС «Чандраян-3» (также с луноходом), для осуществления мягкой посадки на Луне.
Далее, появились сообщения о сотрудничестве с Японией в миссии к Южному полюсу Луны, где Индия будет предоставлять посадочный модуль, а Япония — пусковую установку и луноход — миссия «Чандраян-4».

## Перспективы
В будущем ИОКИ предполагает создание аппарата многоразового использования (проект RLV-TD, 
ведутся суборбитальные тесты) и многоразовой транспортной космической системы нового поколения (проект «Аватар»), 
а в далёком будущем (после 2040 года) — пилотируемые полёты на Луну, в кооперации с другими странами или даже самостоятельно.

## Космодромы
- Космический центр имени Сатиша Дхавана (SHAR) на острове Шрихарикота (две стартовые площадки)
- Тхумба (TERLS) — малый космодром в штате Керала, используется в основном для запуска метеорологических ракет.

## Военная
Помимо ИОКИ, ещё одним исполнителем космической политики является Организация оборонных исследований и разработок (Defence Research and Development Organisation, DRDO), которая публично отрицает участие в военных разработках; в настоящее время цели организации — координация и разработка новых образцов вооружений и военной техники, в том числе микро- и наноспутников. 
В 2005 г. Министерством обороны было принято решение создать систему военной технической разведки (Military Surveillance and Reconnaissance System), состоящую из двухкомпонентной системы разведки (всепогодной и круглосуточной радиолокационной и оптико-электронной разведки в зоне Индийского океана).
В мае 2019 г. была проведена реорганизация — принято решение о создании Обронного космического агентства (Defence Space Agency), занимающегося вопросами организации военной деятельности в космосе.
Для видовой разведки вооруженные силы Индии успешно использовали  собственный спутник-шпион TES, который был запущен в октябре 2001 г. Изображения TES позволяют следить за перемещением войск Пакистана и за боевыми действиями в Афганистане. К  2006 году спутник практически выработал свой ресурс.
Также, по данным источника IndiaDefence, военные структуры Индии используют для видовой разведки изображения гражданских индийских спутников серии IRS, а также данные от спутников России и Израиля.
На замену в Индии завершается разработка системы космической разведки (Satellite Based Surveillance and Reconnaissance system, SBS), создаваемая по заказу Сухопутных войск Индии. Она должна быть готова к эксплуатации в январе 2007 г. 

Основу космической группировки системы SBS составят разработанные ИОКИ новые индийские спутники двойного назначения Cartosat-1 и CartoSat-2, предназначенные также для оптической съемки в коммерческих и гражданских целях. . 
- Cartosat-1, запущенный на орбиту в мае 2005 г., позволяет снимать объекты с пространственным разрешением 2—2,5 м;
- Cartosat-2[англ.], с разрешением около 1 м планировалось вывести на полярную орбиту в октябре 2006 г.; запущен 10 января 2007;
- Cartosat-2C — запущен 22 июня 2016;
- еще один ИСЗ серии Cartosat-2 был выведен на орбиту 12 января 2018 г. (аппарат стал сотым индийским спутником в космосе), при помощи РН PSLV; его вес 710 кг, он оснащен камерами, способными передавать данные в высоком разрешении и должен вывести картографические возможности страны на принципиально новый уровень[7].

В наземный сегмент программы SBS входят центр космический разведки минобороны Индии DIPAC (Defence Imagery Processing and Analysis Centre), развернутый в Дели, а также станция управления спутниками в Бхопале.
Противоспутниковое оружие: 26 марта 2019 года Индия успешно сбила находящийся на низкой околоземной орбите (на высоте 300 километров) космический аппарат, став, таким образом, четвертой страной в мире, обладающей противоспутниковым оружием.

## Частная
Первая в Индии ракета частной разработки компании Skyroot Aerospace была запущена с космодрома ISRO в 2022 году.
В мае 2024 г. компания AgniKul Cosmos осуществила запуск, с площадки на территории Космического центра имени Сатиша Дхавана, двухступенчатой ракеты-носителя Agnibaan Sorted (сокр. от Suborbital Technology Demonstrator, использует «полукриогенный» керосиновый двигатель, некоторые элементы напечатаны на 3D-принтере, предназначена для доставки 300 кг грузов на высоту 700 км). Стартап Agnikul Cosmos (аgni — "огонь" на хинди и санскрите) основан в 2017 году и управляет первой в Индии частной стартовой площадкой и центром управления полётами, расположенными на космодроме ISRO. 